# Browary w Nowej Rudzie
Browary w Nowej Rudzie – browary funkcjonujące w Nowej Rudzie w XIX i XX w.
Najstarszy szyld fabryczny w Nowej Rudzie pochodzi z browaru przy ul. Kościelnej 1. Znajduje się na ścianie klatki schodowej i zawiera inicjały BB (po bokach) i rok 1558; poniżej wstawiono płycinę z herbem miasta i rokiem 1849.

W 1864 w Nowej Rudzie funkcjonowały cztery browary: jeden miejski (niem.  Felsenkeller Stadtbrauerei, od 1858) i trzy prywatne. W kolejnych latach ilość zakładów piwowarskich się powiększyła:
1. Browar miejski (niem. Stadtbrauerei Grieger) 1865-1880, R. Rother 1880-1910, Stadtbrauerei Neurode GmbH 1910-1921, Gorkauer Societäts-Brauerei, Abt. Neurode, Sobótka Górka (ZBv. Gorkau) 1921-1945, ul. Bohaterów Getta 10 (niem. Schmiedestrsse, Glatzer Strasse)
2. Brauerei J. Moschner 1865-1878, Völkel 1878-1885, Rathmann 1885-1890, A. Scholz 1890-1895, Paul Heinze 1895-1902
3. Brauerei A. Pohl 1865-1893, Hugo Pohl 1893-1898, Hermann Pohl 1898-1920, Wilhelm Pohl 1920-1935, ul. Piastów (niem. Schuhmacherstrasse)
4. Brauerei Rother 1865-1872
5. Brauerei Jos. Teubner 1865-1880, Wilhelm Grüssner 1880-1893, Gebr. Gröger 1893-1898, Franz Gröger 1898-1903, Franz Gröger 1903-1905, Gröger`s Dampfbierbrauerei, Franz Reuner 1905-1910, Rynek 3 (niem. Ring)
6. Brauerei H. Dinter (1875) 1880-1888, Reinh. Rother 1888-1910, Rich. Rother`s Brauerei, L. Rother`s Erben 1910-1920, R. Rother`s Brauerei, Alfred Rother 1920-1930, Brauerei und Dampfbrennerei R. Rother 1930-1945, Słupiec (niem. Schlegel)
7. Franz Thienelt`sche Brauerei 1880-1898, F. Thienelt`sche Brauerei, Max Thienelt 1898-1933, Max Thienelt 1933-1945; założony w 1633; na przełomie XIX i XX w. własność  rodziny Thieneltów, piwowarów i gorzelników. Po II wojnie światowej w 1945 przejęty pod nazwą Państwowy Browar Szlagowo[3]. Słupiec (Schlegel), ul. Piwna 2 / ul. Radkowska (niem. Hauptstrasse)[4]
8. Brauerei Wolff 1865-1875, Gräfliche Bierbrauerei 11875-1878, Ernst Pelz 1878-1907, Ernst Pelz Erben, Anna Pelz 1907-1910, Słupiec (Schlegel)[5]

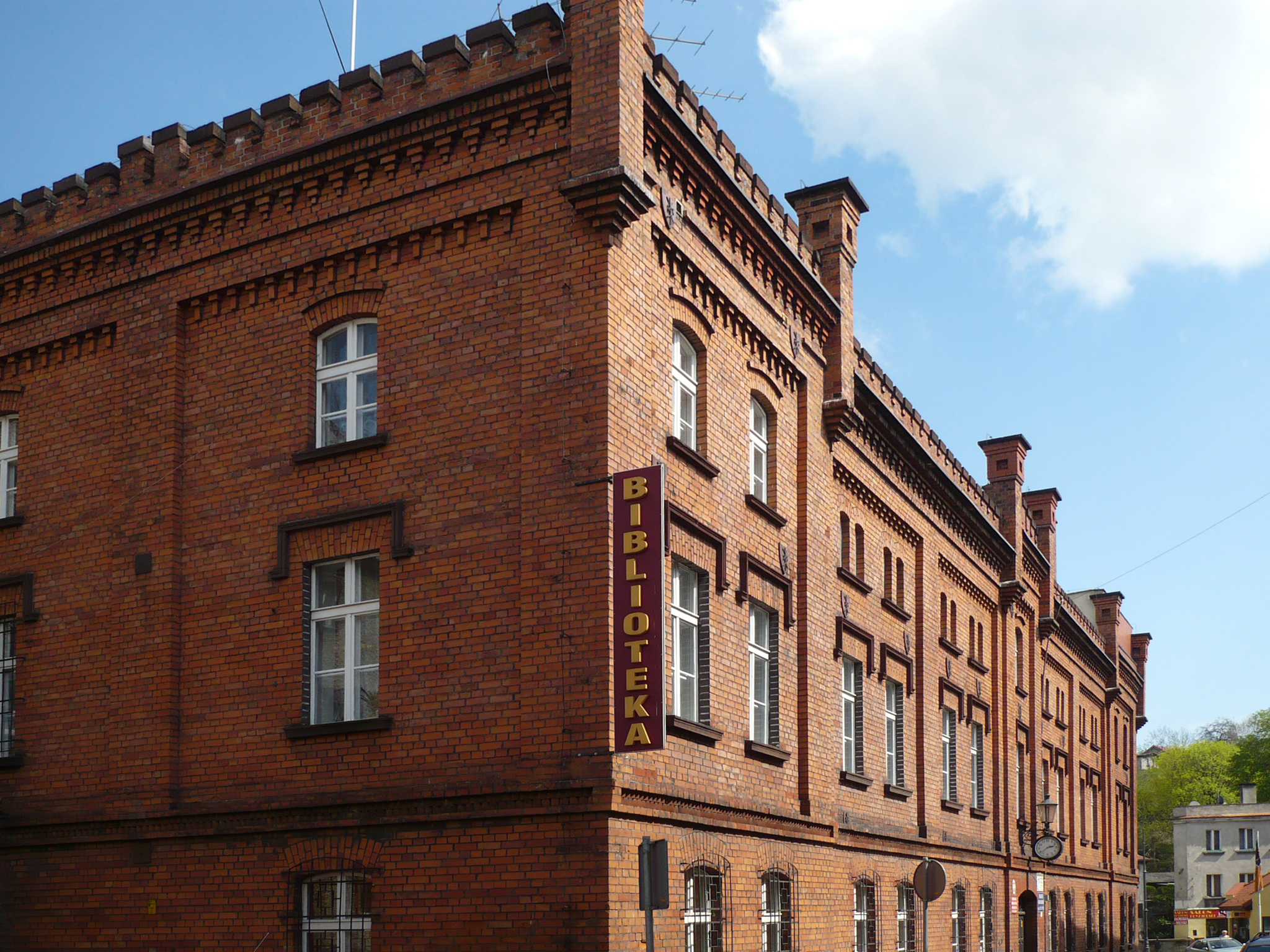
Budynek browaru współcześnie